# Linuxへの批判
Linuxへの批判では、Linuxカーネルを使うOSに関する問題に焦点を合わせる。
LinuxベースのAndroid OSは、多くの国でスマートフォンの市場を支配しており、またLinuxはニューヨーク株式市場や多くのスーパーコンピュータで用いられている。また、若干のデスクトップとラップトップのコンピュータでも用いられている。多くのLinuxに対する批判は、デスクトップやラップトップへの適応を欠くことに関するものだが、2015年には，プロジェクトのセキュリティについての視点への不安の拡大とsystemdの採用が議論を呼んでいる。

## Linuxカーネルへの批判

### カーネル開発における対立
何人かのセキュリティ専門家によると、Linuxを使うOSレベルの仮想化の使用の拡大は、カーネルに対する攻撃という側面をクローズアップさせ、またリーナス・トーバルズはカーネルレベルの攻撃に対する緩和策を公式リリース版で講じることについて口をつぐんでいる。2017年にリリースされた、Linux 4.12ではKASLRがデフォルトで有効化されたが、その効果については議論がある。
以前カーネル開発に関わったコン・コリヴァスはインタラクティブなデスクトップ環境に対応するようカーネルのスケジューラを最適化していたが、そのパッチは真っ当に評価されず彼は最終的にそれを放棄した。2007年のインタビュー「なぜ僕は辞めたか ― カーネル開発者コン・コリヴァス」で彼はこう述べた。
カーネル開発とリナックスに何か大きな問題があるとしたら、それは開発プロセスと一般ユーザが完全に断絶していることだ。ご存知の通り、一般ユーザはリナックスユーザの99.9%を占めている。リナックスのカーネルメーリングリストはカーネル開発者とやりとりする手段だ。控えめに言って、リナックスのカーネルメーリングリスト (lkml) は恐ろしいフォーラムだ。殆どの人は、自分の未熟さ、不適切なバグ報告、話の愚かさ加減、他もう何であれ、とにかく怒鳴りつけられないようにと、投稿することを完全に怖がっている。大部分のカーネル開発者は、一般ユーザ側にとってこれがどれだけ大きな問題か、まるで分かっていない。

### カーネルの性能
LinuxCon 2009で、Linux開発創始者のリーナス・トーバルズは、Linuxカーネルが"巨大で肥大化している"と述べた。また、LinuxCon 2014では、リーナスは、（カーネルの）肥大化した状態は、現在の大きく高速化されたPCではよりましになっていると述べている。

### カーネルのソースコードの品質
ドイツの新聞、Zeit Onlineの2011年11月のインタビューで、リーナスはLinuxが"複雑化すぎる"状態になったと述べていたほか、サブシステムも非常に複雑になり、将来エラーが"もう評価できなくなる”日がやってくることを恐れていることも述べていた。

## デスクトップとしての使用
デスクトップLinuxへの批判は、よく売れているビデオゲームのサポートを欠いていることに対するものである。2015年9月、Steamゲームサービスは、1500のLinux上でのゲームを提供しており、これは2323のゲーム（macOS）と6500のゲーム（Microsoft Windows）と比較される。
デスクトップOSとしては、Linuxは他にも下記に示すような多数の側面から批判されている。
- 混乱させるような多数のLinuxディストリビューションとデスクトップ環境の選択肢
- 製造元が詳細な設計を提供しない、3Dグラフィックチップを含む特定のハードウェアに対するドライバの貧弱なオープンソースのサポート[10]
- 広く商業的に利用されるアプリケーション（Adobe PhotoshopやMicrosoft Wordなど）の限られた可用性[11]。これは、Linuxそれ自体というより、ソフトウェア開発者がLinuxをサポートしないことの結果である。いくつかの場合では、これは仮想マシン、Wineを通じて[12]Windowsのバージョンのこれらのプログラムを動作させるかデュアルブートをすることで解消される。

### ディストリビューションの断片化
もうひとつのLinuxに関する不満は、利用できるディストリビューションの豊富さに関するものである。2014年8月の時点でDistroWatchには285の主要なディストリビューションが掲載されていた。Linuxは選択の自由の例として擁護されてきたが、別の批評家たちは、この豊富さは（多数の選択肢の）混同とLinux OSの標準化の欠如を引き起こしていることを指摘している。

### ハードウェアのサポート
近年（Microsoft Windowsの支配が確立してから）、ハードウェアの開発者たちは、しばしば彼らの製品に対するドライバを書くために必要な、技術的に完全な文書を提供するのに乗り気ではない。これは、Linuxユーザーがシステムを作るに当たって、その機能性と対応を確保するために、ハードウェアを注意深く選ぶ必要があることを意味する。

### ディレクトリの構造
LinuxがUnixのルーツを引き継いだ伝統的なディレクトリの構造は、デスクトップのエンドユーザーには適切ではないと批判される。GoboLinuxやmoonOSのようないくつかのLinuxディストリビューションは、エンドユーザーにとってより容易であるという別の階層構造を提案しているが、これは少ししか受け入れられていない。

## マイクロソフトによる批判
2004年、マイクロソフトはGet the Factsというマーケティングキャンペーンを開始した。これは、Linuxのサーバー利用を特に批判するものである。特に、これはWindowsの脆弱性が、Linuxディストリビューションのそれらより数が少なく、WindowsはLinuxより安全で信頼でき、Linux保有のトータルコストは、複雑さ、取得コスト、サポートコストなどからより高くなるとするものである。

## 批判への応答
Linuxコミュニティは、これらのものや他の批判に対して（ポジティブなものとネガティブなものが）混合された応答をしている。上記のなかで、いくつかの批判は新機能やユーザーフレンドリーさの向上を導き、Linuxコミュニティは全体として批判に対して抵抗する力があると評されている。2015年のインタビューで、リーナス・トーバルズは、Linuxデスクトップ環境のプロジェクトが、批判を受ける場合、彼ら自身の代わりにそれを使うユーザーを非難する傾向にあることを言及している。